# Toxotrypana nigra
Toxotrypana nigra är en tvåvingeart som beskrevs av Blanchard 1960. Toxotrypana nigra ingår i släktet Toxotrypana och familjen borrflugor. Inga underarter finns listade i Catalogue of Life.